# Madeline (pel·lícula)
 Madeline és una pel·lícula franco-estatunidenca de Daisy Von Scherler Mayer estrenada el 1999 i doblada al català.

## Argument
En el París dels anys 1950, dotze petits dispesers viuen feliços sota la vigilància de la simpàtica germana Clavel que dirigeix la institució.
Madeline, la més maliciosa i la més intrèpida de totes, rivalitza en malícia amb Pepito, fill de l'ambaixador d'Espanya, que s'ha canviat de casa al particular hotel veí. Les seves entremaliadures el porten al Sena on és salvada per la gossa Geneviève, que es converteix la mascota del pensionat. Quan la benefactora de la pensió es mor, la pensió és posada en venda. Madeline elabora llavors un pla per desanimar els compradors.

## Repartiment
- Frances McDormand (Germana Clavel)
- Nigel Hawthorne (Lord Covington)
- Hatty Jones (Madeline)
- Ben Daniels (Léopold, el tutor)
- Arturo Venegas (l'Ambaixador d'Espanya)
- Stéphane Audran (Lady Covington)
- Katia Caballero (l'Ambaixadora d'Espanya)
- Chantal Neuwirth (Helene la cuinera)
- Kristian de la Osa (Pepito)
- Clare Thomas (Aggie)

## Rebuda
Amb un càsting de 12 insolents noietes que pel que sembla s'han animat per papissotejar, i amb una cursileria que sobreviu a la ingenuïtat de la pel·lícula, aquesta Madeline ha de ser vista per espectadors en estat de preadoració.